# Українці від океану до океану
«Українці від океану — до океану» — історико-культурологічний проєкт, започаткований Олександром Карпенком 2005 року.
Мета проєкту — дослідження історії та культури, духовного життя українських громад на всіх континентах, пошук філософії буття світового українства, його історичної місії, української національної ідеї, невисловлених проблем минулого, які ніби камені спотикання заважають нашому рухові вперед" (цитата автора).
Автор проєкту ставить перед ним завдання перекинути місточки між краями ментальної прірви, яка виникла між материковими і закордонними українцями.

Автор проєкту у своїх книгах намагається написати героїку української діаспори, яка стане невіддільною складовою загальноукраїнської історії:
Нашим єдинокровним братам та сестрам ще з XII століття довелося інтегруватися в суспільства країн проживання, брати участь в тамтешніх війнах, революціях, переворотах, акціях протесту і кожна з цих подій висунула з українського середовища видатних діячів та героїв. Українці билися з фашистами у французьких партизанських законах, висаджувалися на узбережжя Франції у складі армій США, Великої Британії та Канади, воювали у В'єтнамі на боці США та їх союзників, боролися з диктаторськими режимами в Латинській Америці… Але що ми про них знаємо?…

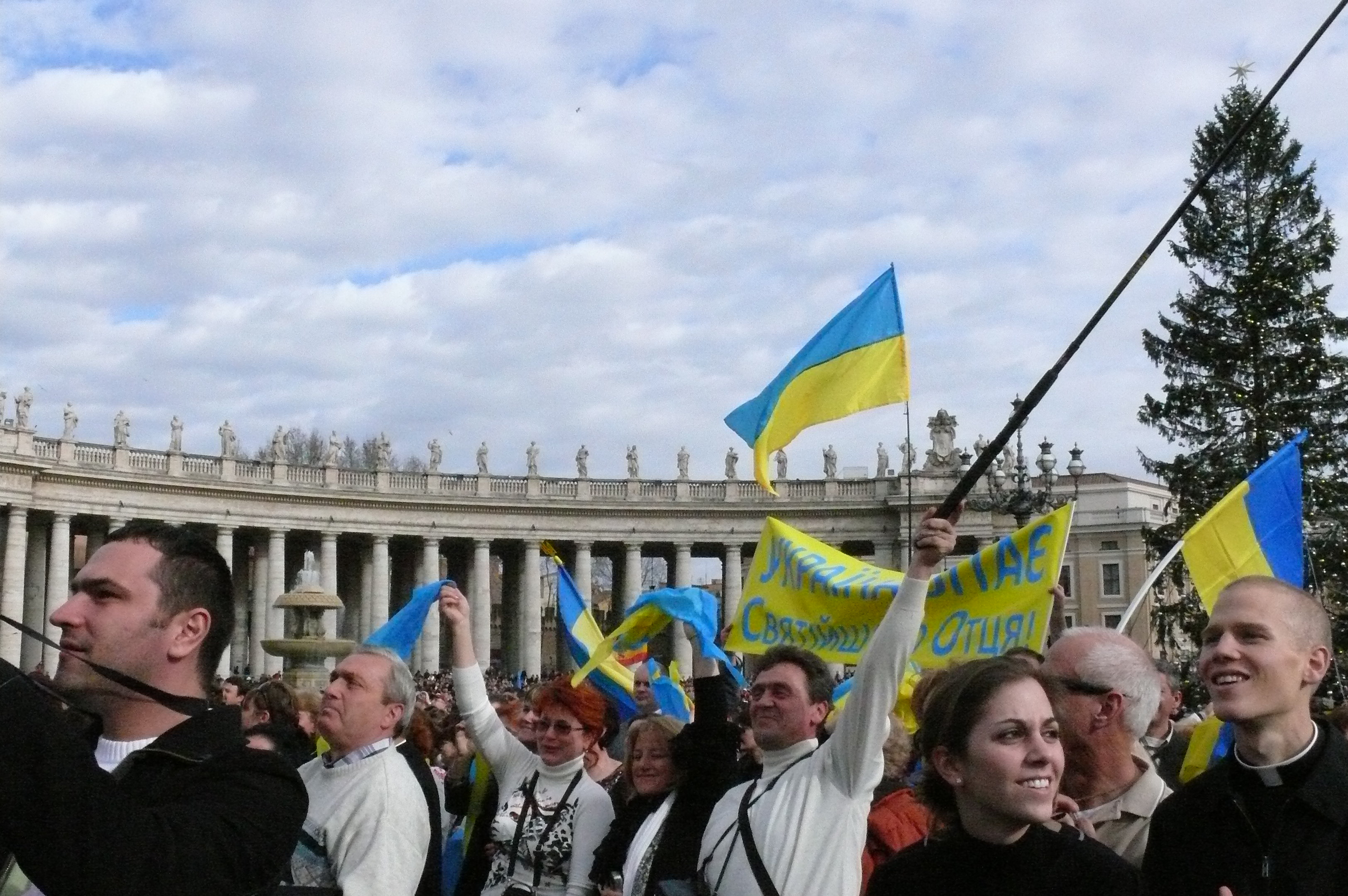
Українська громада в Італії (Рим, пл. Св. Петра)

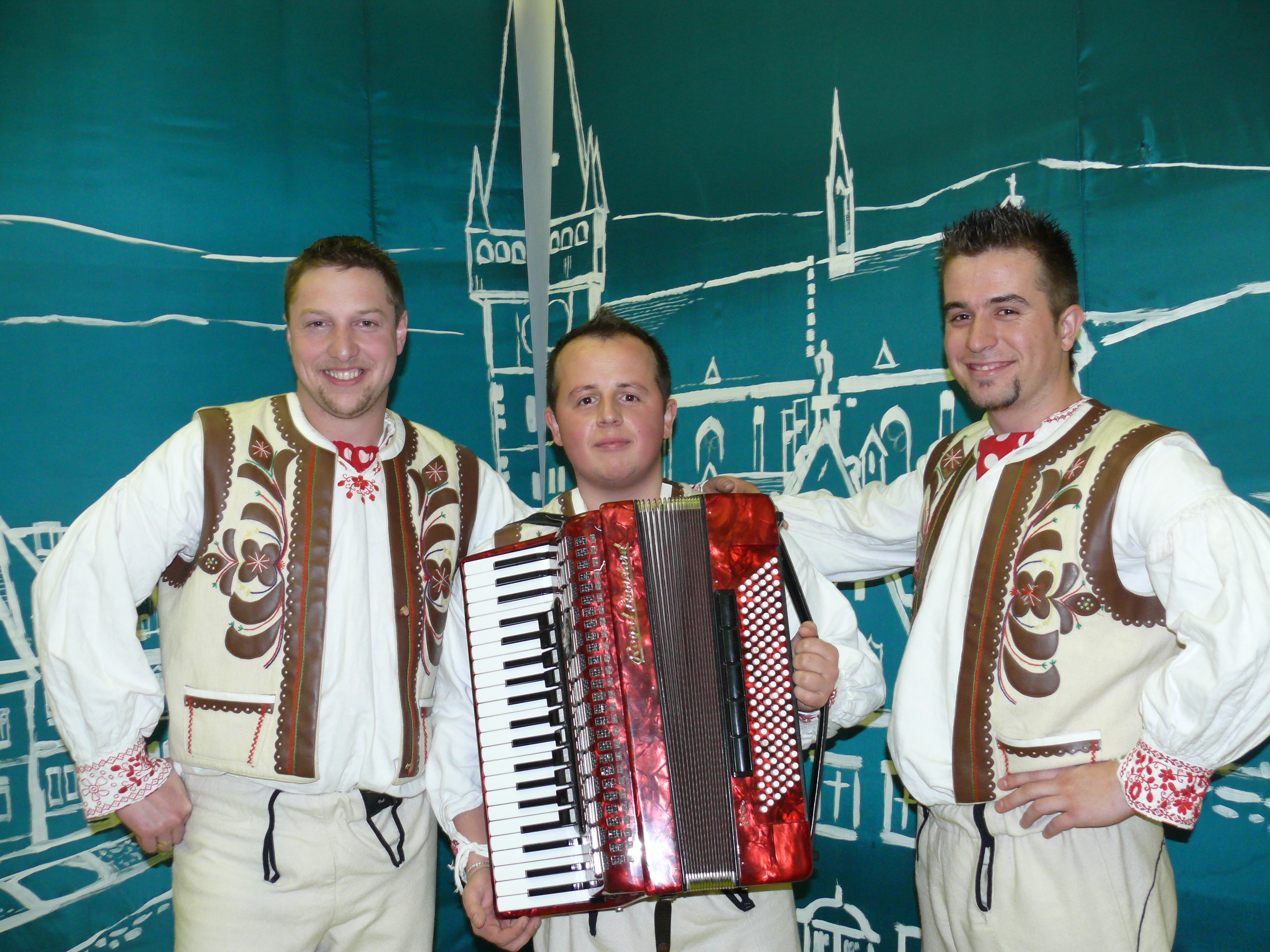
Фестиваль «Маковицька струна» (Словаччина)

Проєкт також передбачає написання антології українських фестивалів. За останні сто років діаспорянами за кордоном були засновані десятки українських танцювальних та пісенних фестивалів — «Калина» (Сербія), «Маковицька струна»(Словаччина), «Різдвяні колядки» (Румунія), «Лемківська ватра» (Польща), «Gopak in the park» (Австралія) та багато інших.

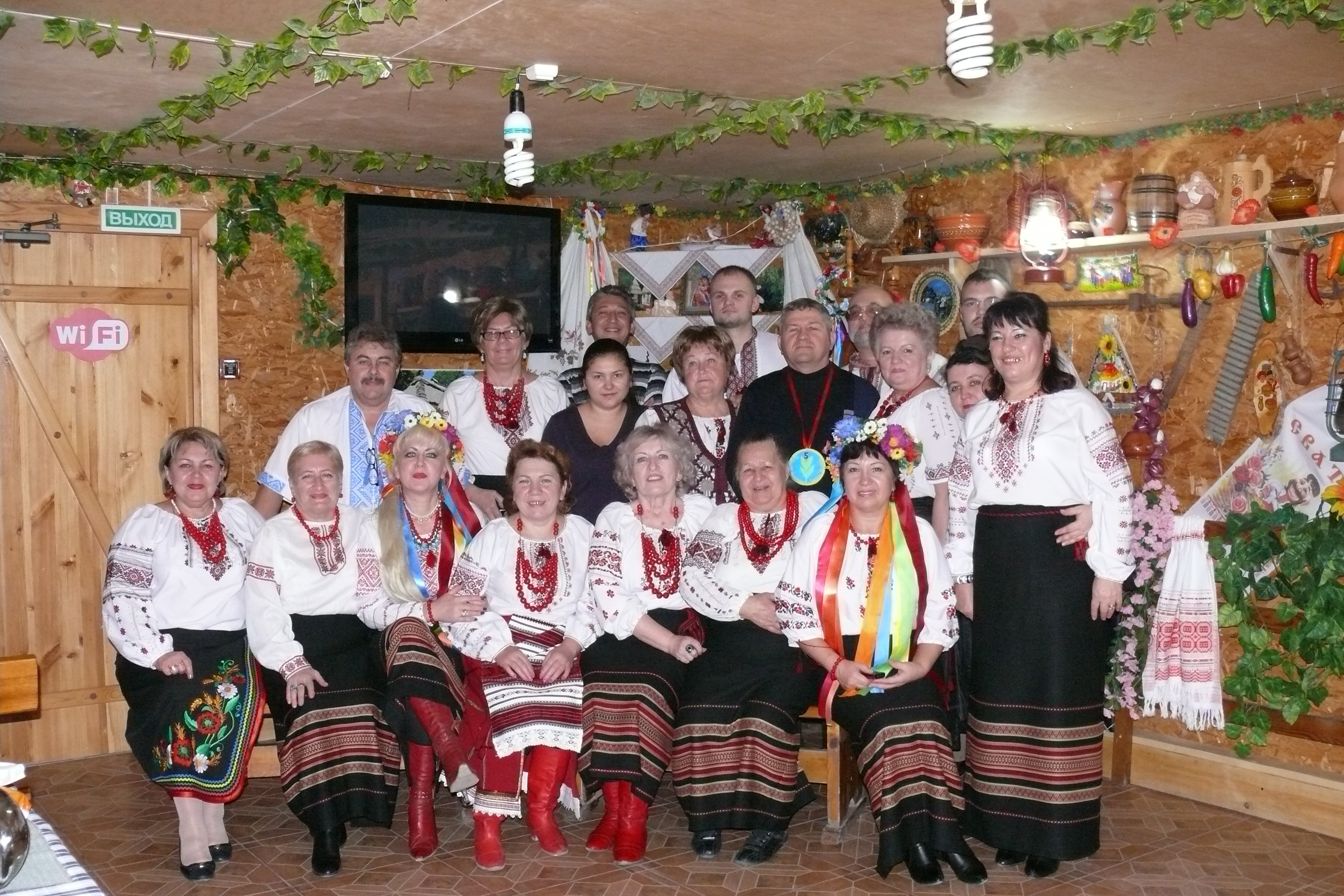
Українська громада в Казахстані (м. Актау)

У діаспорі сформувалися українські письменники, публіцисти, художники, співаки, композитори, музиканти, науковці і їх теж треба зібрати в одній книзі, вважає автор проєкту. З чужиною пов'язане життя українських світочів — Роксолани (Туреччина), Анни Ярославни (Франція), Тараса Шевченка (Росія, Казахстан), Лесі Українки (Єгипет, Грузія), Івана Мазепи (Румунія), Пилипа Орлика (Швеція, Греція, Румунія), Михайла Коцюбинського (Італія), Василя Стуса (Росія) та багатьох інших. Про найдраматичніші сторінки їх життя повинні дізнатися українці всього світу.
«Українці від океану — до океану» не можуть обійти увагою Четверту хвилю міграції, наших земляків, які виїхали з різних причин за кордон після 1991 року, а також П'яту хвилю, яка виникла після українсько-російської війни, що почалася 2014 року. Олександр Карпенко переконаний, що всі хвилі українських міграцій спричинені війнами та революціями. Долі заробітчан останніх хвиль також мають бути описані в нарисах та оповіданнях проєкту.
Оскільки проєкт дуже масштабний та вартісний, автор постійно запрошує до співпраці державні органи влади, колег-журналістів, письменників, науковців… Починався реалізовуватись проєкт за підтримки газети «Сільські вісті» та особисто її головного редактора Івана Сподаренка, потім свій вагомий внесок у цю справу стали робити українські громади за кордоном, українські меценати. Наразі темпи реалізації проєкту стримує брак коштів.
На думку Олександра Карпенка, цілком очевидно, що його проєкт «Українці від океану до океану» має набути статусу державної програми, яку реалізуватимуть Міністерство культури України, наукові установи, громадські організації. Однак цей заклик поки що не знайшов широкого відгуку.

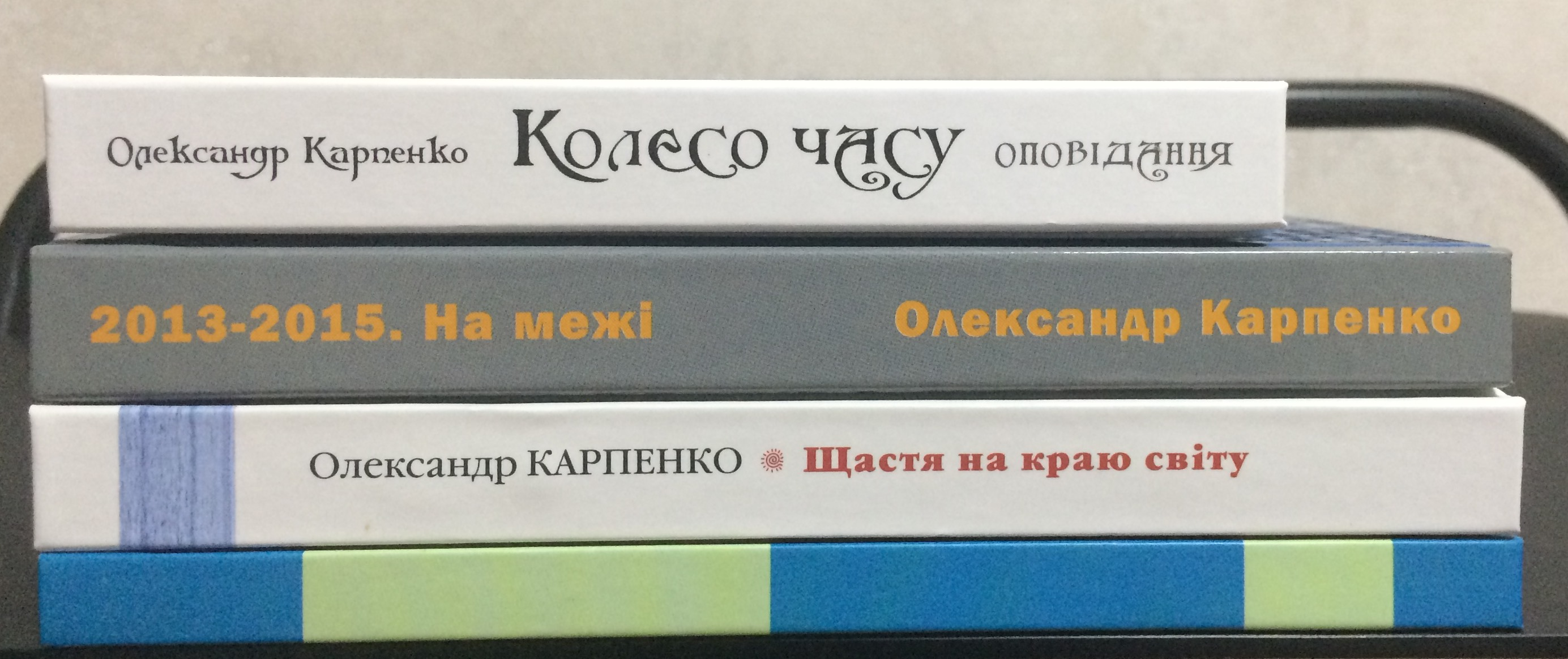

Протягом років існування проєкту з-під пера Олександра Карпенка вийшли друком такі книги:
- 2010 — «Українці — від моря до моря»
- 2013 — «Щастя на краю світу»
- 2015 — «2013—2015-й. На межі»
- 2017 — «Колесо часу».